# Hubovo
Hubovo es un municipio del distrito de Rimavská Sobota en la región de Banská Bystrica, Eslovaquia, con una población estimada a final del año 2024 de 113 habitantes.
Se encuentra ubicado al este de la región, en la cuenca hidrográfica del río Sajó —un afluente derecho del río Tisza— y cerca de la frontera con la región de Košice y con Hungría.

## Demografía
| Año        | 1994 | 2004     | 2014    | 2024     |
| ---------- | ---- | -------- | ------- | -------- |
| Población  | 170  | 142      | 134     | 113      |
| Diferencia |      | −16,47 % | −5,63 % | −15,67 % |

| Año        | 2023 | 2024    |
| ---------- | ---- | ------- |
| Población  | 113  | 113     |
| Diferencia |      | +1,42 % |